# 默弗里斯伯勒 (阿肯色州)
默弗里斯伯勒（英語：Murfreesboro）是一個位於美國阿肯色州派克縣的城市。根據2020年美國人口普查，該地人口為1495人，而該地的面積約為9.61平方千米。同時該地也是派克縣的縣治。

## 地理
默弗里斯伯勒的座標為34°03′59″N 93°41′21″W / 34.06639°N 93.68917°W，而該地的平均海拔高度為110米（即361英尺）。